# 塞纳克 (上比利牛斯省)
塞纳克（法語：Sénac，法語發音：[senak]）是法国上比利牛斯省的一个市镇，属于塔布区。

## 地理
塞纳克（43°21'24"N, 0°10'59"E）面积8.94 平方千米，位于法国奧克西塔尼大區上比利牛斯省，该省份为法国西南部内陆省份，北至热尔省，西接大西洋比利牛斯省，南与西班牙接壤，东临上加龙省。
与塞纳克接壤的市镇（或旧市镇、城区）包括：曼戈、蒙泰居阿罗斯、拉卡萨涅、莱斯屈里、芒桑、圣瑟韦德吕斯唐。

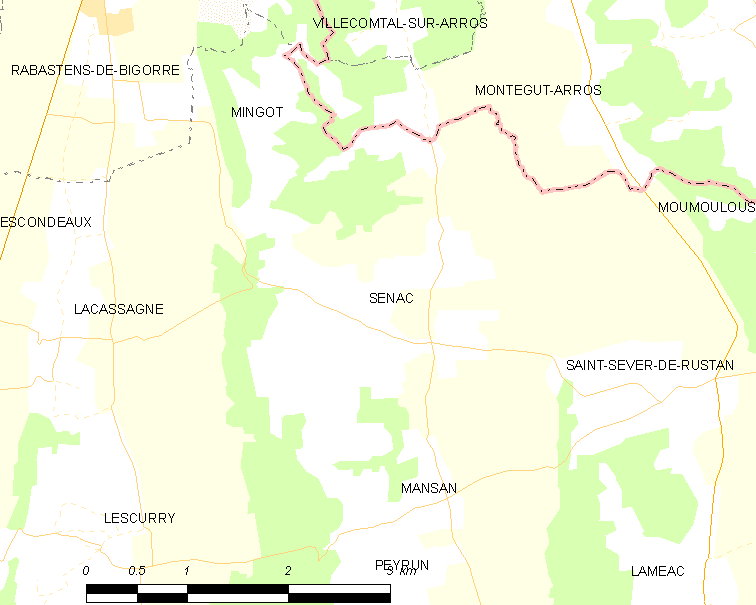
的OSM定位图

塞纳克的时区为UTC+01:00、UTC+02:00（夏令时）。

## 行政
塞纳克的邮政编码为65140，INSEE市镇编码为65418。

## 政治
塞纳克所属的省级选区为阿杜尔河谷-吕斯唐-马迪拉奈县。

## 人口

1962-2008年间人口变化图示

塞纳克于2022年1月1日时的人口数量为291人。